# Richard Windbichler
Richard Windbichler (* 2. April 1991 in Wien) ist ein ehemaliger österreichischer Fußballspieler.

## Karriere

### Vereine
Windbichler begann seine Karriere in der Jugendabteilung des USV Scheiblingkirchen-Warth, bevor er 2005 in die Akademie des FC Admira Wacker Mödling wechselte.
Im Mai 2008 debütierte er bei der 1:3-Niederlage gegen den SV Würmla im Alter von 17 Jahren in der Regionalliga Ost für die zweite Mannschaft der Admira. In Folge war er über eineinhalb Jahre Stammspieler, ehe er zur Rückrunde der Saison 2009/10 von Trainer Walter Schachner in den A-Kader beordert wurde.
Nach seinem Zweitligadebüt beim 0:0 im Heimspiel gegen den FC Wacker Innsbruck, konnte er sich auf Anhieb als Stammspieler etablieren und bildete gemeinsam mit Christopher Dibon das jüngste Innenverteidigerduo der Liga. Insgesamt wurde er in diesem Spieljahr mit der A- und B-Mannschaft der Admira Vizemeister in ihrer jeweiligen Liga.
Mit der Ablöse von Trainer Schachner und der Neubestellung von Dietmar Kühbauer zur Folgesaison und einer Verletzung zum Saisonbeginn, verlor er seinen Stammplatz an Daniel Drescher, woraufhin er wieder regelmäßig in der Amateurmannschaft zum Einsatz kam. Erst nach einer Niederlagenserie während der Hinrunde, konnte er sich wieder zurück in die Stammformation der A-Mannschaft kämpfen, mit der er zum Saisonende den Meistertitel in der Ersten Liga und den damit verbundenen Aufstieg in die Bundesliga feiern durfte.
Nach mehreren Jahren als Mannschaftskapitän der Admira wurde im Juni 2015 sein Wechsel zum FK Austria Wien bekanntgegeben.
Im Jänner 2017 wechselte Windbichler nach Südkorea zu Ulsan Hyundai. Nach zwei Spielzeiten in Südkorea verließ er Ulsan nach der Spielzeit 2018. Nach mehreren Monaten ohne Verein wechselte er im März 2019 nach Dänemark zum Zweitligisten Viborg FF, bei dem er einen bis Juni 2019 laufenden Vertrag erhielt. Im Mai 2019 löste er seinen Vertrag  mit Viborg auf.
Zur Saison 2019/20 wechselte er nach Australien zum Melbourne City FC, bei dem er einen bis Juni 2021 laufenden Vertrag erhielt. In Melbourne konnte er sich jedoch nicht durchsetzen, in der Saison 2019/20 kam er nur zu sechs Einsätzen in der A-League. Im Jänner 2021 wechselte Windbichler ein zweites Mal nach Südkorea, diesmal zum Seongnam FC. Für Seongnam kam er insgesamt zu 22 Einsätzen in der K League 1. Nach der Spielzeit 2021 verließ er den Verein wieder.
Nach mehreren Monaten ohne Klub wechselte er Ende April 2022 nach China zum Erstligaaufsteiger Chengdu Rongcheng FC. In zwei Spielzeiten bei Chengdu kam er zu 54 Einsätzen in der Chinese Super League. Im Jänner 2024 zog Windbichler weiter in die USA, wo er sich dem Zweitligisten San Antonio FC anschloss. Für San Antonio lief er siebenmal in der USL Championship auf. Im Februar 2025 beendete Windbichler 33-jährig seine Karriere.

### Nationalmannschaft
Auf internationaler Ebene debütierte Windbichler am 18. November 2008 im Hamburger Millerntor-Stadion als er mit der U17-Nationalmannschaft das in Freundschaft ausgetragene Länderspiel gegen die U17-Nationalmannschaft Deutschlands mit 0:4 verlor; in der 34. Minute wurde er für Stefan Hierländer eingewechselt.
Von 2009 bis 2010 bestritt er zwei Länderspiele für die U19-Nationalmannschaft, ehe er von Trainer Andreas Herzog im Alter von 19 Jahren in die U21-Nationalmannschaft geholt wurde.
Am 13. Juli 2011 wurde er von Trainer Andreas Heraf als letzter möglicher Spieler in den endgültigen Kader Österreichs für die U20-Weltmeisterschaft 2011 in Kolumbien nominiert. Sein einziges Turnierspiel bestritt er am 2. August 2011 im zweiten Spiel der Gruppe E bei der 0:3-Niederlage gegen die U20-Nationalmannschaft Brasiliens.

## Erfolge
- 1 × Meister Erste Liga 2011